# Enojärvi (sjö i Sysmä, Päijänne-Tavastland)
Enojärvi är en sjö i kommunen Sysmä i landskapet Päijänne-Tavastland i Finland. Sjön ligger 86,2 meter över havet. Arean är 54 hektar och strandlinjen är 6 kilometer lång. Sjön  ingår i Kymmene älvs huvudavrinningsområde.   Den ligger omkring 48 km norr om Lahtis och omkring 140 km norr om Helsingfors. 